# Liste der Baudenkmäler in Egglham
Auf dieser Seite sind die Baudenkmäler in der niederbayerischen Gemeinde Egglham zusammengestellt. Diese Tabelle ist eine Teilliste der Liste der Baudenkmäler in Bayern. Grundlage ist die Bayerische Denkmalliste, die auf Basis des Bayerischen Denkmalschutzgesetzes vom 1. Oktober 1973 erstmals erstellt wurde und seither durch das Bayerische Landesamt für Denkmalpflege geführt wird. Die folgenden Angaben ersetzen nicht die rechtsverbindliche Auskunft der Denkmalschutzbehörde.

## Baudenkmäler nach Ortsteilen

### Egglham
| Lage                        | Objekt                                     | Beschreibung | Akten-Nr.              | Bild           |
| --------------------------- | ------------------------------------------ | --- | ---------------------- | -------------- |
| Bräuhausstraße 1 (Standort) | Wohn- und Geschäftshaus                    | zweigeschossiger Massivbau mit Mezzanin, flachem Walmdach und Putzverzierungen, um 1900                                                                                        | D-2-77-117-3 Wikidata  | BW             |
| Hauptstraße 25 (Standort)   | Gasthof zur Post                           | stattlicher, dreigeschossiger Massivbau mit Mezzanin, flachem Walmdach und Fassadengliederung, gegen 1900                                                                      | D-2-77-117-2 Wikidata  | BW             |
| Hauptstraße 28 (Standort)   | Katholische Pfarrkirche St. Stephan        | Chor und Turm spätgotisch, Langhaus 1771 verlängert und um 1860/70 dreischiffig erweitert; mit Ausstattung; ehemalige Friedhofsummauerung, 2. Hälfte 19. Jahrhundert           | D-2-77-117-1 Wikidata  | weitere Bilder |
| Schmiedgasse 1 (Standort)   | Bauernhaus eines ehemaligen Vierseithofes  | zweigeschossiger, zum Teil verschindelter Blockbau auf hoher Eichenschwelle, mit zwei Giebelschroten und flach geneigtem, weit vorgezogenem Satteldach, Anfang 19. Jahrhundert | D-2-77-117-62 Wikidata | BW             |
| Sebastianiweg 5 (Standort)  | Ehemaliges Bauernhaus                      | zweigeschossiger Giebelbau mit zum Teil verschaltem Blockbau-Obergeschoss und zwei Giebelschroten, seltener Klingschrot, erneuert, im Kern Anfang 19. Jahrhundert, Dach später | D-2-77-117-63 Wikidata | BW             |
| Sebastianiweg 8 (Standort)  | Katholische Filialkirche St. Jakobus d. Ä. | einheitlicher Rokokobau, 1751 geweiht; mit Ausstattung. | D-2-77-117-61 Wikidata | weitere Bilder |

### Abshofen
| Lage                  | Objekt           | Beschreibung                                                                    | Akten-Nr.             | Bild |
| --------------------- | ---------------- | ------------------------------------------------------------------------------- | --------------------- | ---- |
| Abshofen 2 (Standort) | Zugehörig Stadel | mit Blockbau-Obergeschoss (Traidkasten) und Traufschrot, Anfang 19. Jahrhundert | D-2-77-117-6 Wikidata | BW   |

### Amsham
| Lage                       | Objekt                                  | Beschreibung | Akten-Nr.              | Bild                              |
| -------------------------- | --------------------------------------- | --- | ---------------------- | --------------------------------- |
| Bachstraße 6 (Standort)    | Rottaler Bauernhaus eines Vierseithofs  | mit Blockbau-Obergeschoss, flach geneigtem Satteldach und Giebelschrot, bezeichnet 1763; Südflügel mit Traidkasten über Stall, bemaltem hofseitigen Schrot und ehemaliges Hoftor mit Knaggen und Bemalung, Ende 18. Jahrhundert | D-2-77-117-8 Wikidata  | BW                                |
| Bachstraße 8 (Standort)    | Traidkasten (Ostflügel)                 | mit Balusterschrot am Blockbau-Obergeschoss, Ende 18. Jahrhundert; Stadel (Westflügel), Backsteinbau mit Halbwalm, 3. Viertel 19. Jahrhundert; zugehörig zu Vierseithof                                                         | D-2-77-117-9 Wikidata  | BW                                |
| Bachstraße 10 a (Standort) | Ehemaliger Einfirsthof                  | zweigeschossiger Traufseitbau mit Blockbau-Obergeschoss und kleinem Traufschrot, 2. Viertel 19. Jahrhundert | D-2-77-117-10 Wikidata | BW                                |
| Dorfstraße 2 (Standort)    | Wohnhaus                                | zweigeschossiger Massivbau mit Mezzanin, flachem Walmdach, Putz- und Architekturgliederung, um 1900 | D-2-77-117-11 Wikidata | BW                                |
| Dorfstraße 31 (Standort)   | Katholische Pfarrkirche St. Georg       | einschiffig, Langhaus und Turmunterbau im Kern romanisch, um 1500 Langhaus erhöht und Chor neu gebaut, 1873 Erweiterung nach Westen und Erneuerung des Turmoberbaus mit Spitzhelm; mit Ausstattung                              | D-2-77-117-7 Wikidata  | Katholische Pfarrkirche St. Georg |
| Schmiedstraße 8 (Standort) | Bauernhaus eines Vierseithofes          | zweigeschossiger, offener Blockbau mit kleinen Fenstern und zwei Balusterschroten, bezeichnet 1786, Dach später | D-2-77-117-12 Wikidata | BW                                |
| Wimmerstraßl 1 (Standort)  | Rottaler Bauernhaus eines Vierseithofes | Blockbau, jetzt verkleidet, an der oberen Laube bezeichnet 1785; zugehörig großer, zweitenniger Steildachstadel und Querstadel, zum Teil Blockbauten 2. Hälfte 18. Jahrhundert                                                  | D-2-77-117-14 Wikidata | BW                                |

### Birkenöd
| Lage                  | Objekt                                    | Beschreibung | Akten-Nr.              | Bild |
| --------------------- | ----------------------------------------- | --- | ---------------------- | ---- |
| Birkenöd 1 (Standort) | Ehemaliges Bauernhaus eines Vierseithofes | zum Teil in offenem Blockbau, mit flach geneigtem Satteldach und zwei profilierten Türstürzen, 4. Viertel 18. Jahrhundert | D-2-77-117-15 Wikidata | BW   |

### Frauentödling
| Lage                        | Objekt                                      | Beschreibung | Akten-Nr.              | Bild           |
| --------------------------- | ------------------------------------------- | --- | ---------------------- | -------------- |
| Frauentödling 7 (Standort)  | Bauernhaus eines Dreiseithofes              | zweigeschossiger Giebelbau mit Blockbau-Obergeschoss und Schrot, 1. Drittel 19. Jahrhundert | D-2-77-117-18 Wikidata | BW             |
| Frauentödling 8 (Standort)  | Katholische Filialkirche Mariae Himmelfahrt | einheitlicher Spätbarockbau, einschiffig mit eingezogenem, halbrund geschlossenem Chor und westlich vorgesetztem Turm, 1726–28 von Domenico Mazio (Dominikus Magzin), Turmhelm 1843; mit Ausstattung | D-2-77-117-16 Wikidata | weitere Bilder |
| Frauentödling 15 (Standort) | Rohrmühle                                   | zweigeschossiger Massivbau mit Schopfwalmdach, Mitte 19. Jahrhundert | D-2-77-117-21 Wikidata | BW             |

### Gopping
| Lage                  | Objekt                                  | Beschreibung                                                                                                  | Akten-Nr.              | Bild |
| --------------------- | --------------------------------------- | --- | ---------------------- | ---- |
| Gopping 6 (Standort)  | Rottaler Bauernhaus eines Dreiseithofes | in offenem Blockbau, mit flach geneigtem Satteldach, Giebelschrot und bemalten Pfettenköpfen, bezeichnet 1816 | D-2-77-117-24 Wikidata | BW   |
| Gopping 19 (Standort) | Gemauerter Bildstock                    | wohl 19. Jahrhundert                                                                                          | D-2-77-117-25 Wikidata | BW   |

### Haag
| Lage               | Objekt                                  | Beschreibung | Akten-Nr.              | Bild |
| ------------------ | --------------------------------------- | --- | ---------------------- | ---- |
| Haag 8 (Standort)  | Rottaler Bauernhaus eines Vierseithofes | offener Blockbau auf gemauertem Sockel, mit weit überstehendem, flachen Satteldach und zwei Giebelschroten, im Kern 1. Viertel 18. Jahrhundert, sonst Anfang 19. Jahrhundert; zugehörig kleines Mittertennhaus, offener Blockbau mit gemauertem Stallteil | D-2-77-117-27 Wikidata | BW   |
| Haag 10 (Standort) | Rottaler Bauernhaus eines Vierseithofes | hofseitig zweigeschossiger offener Blockbau mit zwei Giebelschroten, rückwärtig gemauertes Erdgeschoss, Blockbau-Obergeschoss verschindelt, 1. Drittel 19. Jahrhundert; zugehörig Südflügel, Traidkasten und Heuboden über Stall, mit Balusterschrot und profilierten Türstürzen; Blockbaustadel, eintennig, zum Teil verschalt; gleichzeitig mit dem Wohnhaus | D-2-77-117-28 Wikidata | BW   |
| Haag 16 (Standort) | Rottaler Bauernhaus eines Vierseithofes | mit Blockbau-Obergeschoss, zum Teil verschindelt, Flachsatteldach und zwei Giebelschroten, 1. Viertel 19. Jahrhundert, zwei geschnitzte Haustüren; zugehörig langer Stallstadel mit Blockbau-Obergeschoss und Traufschrot, Ende 18. Jahrhundert | D-2-77-117-30 Wikidata | BW   |

### Haiden
| Lage                | Objekt                       | Beschreibung                                                                                               | Akten-Nr.              | Bild |
| ------------------- | ---------------------------- | --- | ---------------------- | ---- |
| Haiden 1 (Standort) | Wohnhaus eines Vierseithofes | zweigeschossiger Massivbau mit Mezzanin, reicher Fassadengliederung und überstehendem Walmdach, um 1880/90 | D-2-77-117-31 Wikidata | BW   |

### Hasenöd
| Lage                 | Objekt    | Beschreibung | Akten-Nr.              | Bild |
| -------------------- | --------- | --- | ---------------------- | ---- |
| Hasenöd 1 (Standort) | Einzelhof | Altbau eines ehemaligen Vierseithofes, stattlicher, zweigeschossiger, verputzter Blockbau mit Flachsatteldach und Giebelschrot, im Kern Ende 18. Jahrhundert | D-2-77-117-32 Wikidata | BW   |

### Hengsberg
| Lage           | Objekt                 | Beschreibung                                                           | Akten-Nr.              | Bild |
| -------------- | ---------------------- | ---------------------------------------------------------------------- | ---------------------- | ---- |
| Hengsberg 1 () | Ehemalige Klostermühle | zweigeschossiger Massivbau mit Halbwalmdach, 2. Hälfte 18. Jahrhundert | D-2-77-117-41 Wikidata |      |

### Herrndobl
| Lage                   | Objekt                                  | Beschreibung | Akten-Nr.              | Bild |
| ---------------------- | --------------------------------------- | --- | ---------------------- | ---- |
| Herrndobl 2 (Standort) | Troadkasten der Hofstelle               | Blockbau über gemauertem Stall, mit Flachsatteldach, Ende 18. Jahrhundert                                               | D-2-77-117-34 Wikidata | BW   |
| Herrndobl 4 (Standort) | Bauernhaus des Vierseithofes Herrendobl | zweigeschossiger offener Blockbau, rückwärtig verschindelt über neu aufgemauerter Erdgeschosswand, Ende 18. Jahrhundert | D-2-77-117-35 Wikidata | BW   |

### Hochaich
| Lage                  | Objekt    | Beschreibung | Akten-Nr.              | Bild |
| --------------------- | --------- | --- | ---------------------- | ---- |
| Hochaich 2 (Standort) | Einzelhof | Bauernhaus, zweigeschossiger, verkleideter Blockbau, mit flach geneigtem Satteldach und zwei Giebelschroten, 1. Drittel 19. Jahrhundert | D-2-77-117-36 Wikidata | BW   |

### Hofreuth
| Lage                  | Objekt                         | Beschreibung | Akten-Nr.              | Bild |
| --------------------- | ------------------------------ | --- | ---------------------- | ---- |
| Hofreuth 2 (Standort) | Ehemaliges Rottaler Bauernhaus | kleiner zweigeschossiger Blockbau, zum Teil verschalt, mit flach geneigtem Satteldach und Balusterschrot, Ende 18. Jahrhundert | D-2-77-117-37 Wikidata | BW   |

### Hoibach
| Lage                 | Objekt                         | Beschreibung                                                                                         | Akten-Nr.              | Bild |
| -------------------- | ------------------------------ | --- | ---------------------- | ---- |
| Hoibach 1 (Standort) | Bauernhaus eines Vierseithofes | zweigeschossiger Massivbau mit Mezzanin, flachem Walmdach und Putzgliederung, bezeichnet 1905        | D-2-77-117-38 Wikidata | BW   |
| Hoibach 2 (Standort) | Bauernhaus eines Vierseithofes | zweigeschossiger Massivbau mit Mezzanin, flachem Walmdach und Putzgliederung, erbaut nach Brand 1904 | D-2-77-117-39 Wikidata | BW   |

### Hoisberg
| Lage                  | Objekt                         | Beschreibung | Akten-Nr.              | Bild |
| --------------------- | ------------------------------ | --- | ---------------------- | ---- |
| Hoisberg 2 (Standort) | Bauernhaus eines Vierseithofes | zweigeschossiger, offener Blockbau mit Giebelschrot, erneuert, im Kern Ende 18. Jahrhundert | D-2-77-117-42 Wikidata | BW   |
| Hoisberg 3 (Standort) | Rottaler Bauernhaus            | mit offenem Blockbau-Obergeschoss, zwei Giebelschroten und flach geneigtem Satteldach, bezeichnet 1791 | D-2-77-117-43 Wikidata | BW   |
| Hoisberg 5 (Standort) | Bauernhaus                     | zweigeschossiger, zum Teil verschindelter Blockbau in Hanglage, mit hoher Eichenschwelle über gemauertem Kellergeschoss, Traufschrot und flach geneigtem Satteldach, im Kern Anfang 19. Jahrhundert, Dach später | D-2-77-117-44 Wikidata | BW   |

### Holz
| Lage              | Objekt          | Beschreibung | Akten-Nr.              | Bild |
| ----------------- | --------------- | --- | ---------------------- | ---- |
| Holz 3 (Standort) | Einfirsthof     | Wohnteil als offener, zweigeschossiger Blockbau, Wirtschaftsteil im Erdgeschoss gemauert, im Kern Ende 18. Jahrhundert, Dach später erhöht | D-2-77-117-46 Wikidata | BW   |
| Holz 5 (Standort) | Kleinbauernhaus | kleiner Einfirsthof, zweigeschossiger, offener Blockbau auf hoher Eichenschwelle, mit leicht erhöhtem Dach und umlaufenden Schrot, um 1680 | D-2-77-117-47 Wikidata | BW   |

### Kalham
| Lage                   | Objekt  | Beschreibung                                                         | Akten-Nr.              | Bild |
| ---------------------- | ------- | -------------------------------------------------------------------- | ---------------------- | ---- |
| Flur Kalham (Standort) | Kapelle | kleiner Satteldachbau, um 1850; mit Ausstattung; westlich der Straße | D-2-77-117-48 Wikidata | BW   |

### Kuglenz
| Lage                 | Objekt                           | Beschreibung                                                                                           | Akten-Nr.              | Bild |
| -------------------- | -------------------------------- | --- | ---------------------- | ---- |
| Kuglenz 5 (Standort) | Zugehöriger Westflügel           | Traidkasten mit Blockbau-Obergeschoss, integrierte Kapelle; mit Ausstattung, 1. Hälfte 19. Jahrhundert | D-2-77-117-49 Wikidata | BW   |
| Kuglenz 6 (Standort) | Zugehörig ehemaliger Stallstadel | mit Blockbau-Obergeschoss über erneuertem Erdgeschoss, 1. Viertel 19. Jahrhundert                      | D-2-77-117-50 Wikidata | BW   |

### Limbach
| Lage                 | Objekt                         | Beschreibung | Akten-Nr.              | Bild |
| -------------------- | ------------------------------ | --- | ---------------------- | ---- |
| Limbach 4 (Standort) | Bauernhaus eines Vierseithofes | zweigeschossiger, offener Blockbau über gemauertem Sockel, mit Traufschrot, im Kern 2. Viertel 19. Jahrhundert, Dach später firstgedreht | D-2-77-117-52 Wikidata | BW   |
| Limbach 7 (Standort) | Bauernhaus eines Vierseithofes | verschalter Blockbau mit Balusterschrot, erneuert, im Kern Ende 18. Jahrhundert, Dach später firstgedreht                                | D-2-77-117-53 Wikidata | BW   |

### Martinstödling
| Lage                         | Objekt                              | Beschreibung | Akten-Nr.              | Bild |
| ---------------------------- | ----------------------------------- | --- | ---------------------- | ---- |
| Martinstödling 9 (Standort)  | Ehemaliges Pfarrhaus von Egglham    | stattlicher, zweigeschossiger Bau mit Blockbau-Obergeschoss, kleinem Schrot und besonders geformten Kopfbügen, Ende 17. Jahrhundert | D-2-77-117-58 Wikidata | BW   |
| Martinstödling 13 (Standort) | Vierseithof                         | Rottaler Bauernhaus in offenem Blockbau auf hohem Steinsockel, mit flach geneigtem Satteldach, zwei Giebelschroten, Bemalungsresten, Klingschrot und Bauinschrift, um 1780/90; Ökonomiegebäude, 1. Hälfte 19. Jahrhundert: Ostflügel, zweitenniger Blockbau-Stadel; Nordflügel, Remise; Südflügel, Stall. | D-2-77-117-59 Wikidata | BW   |
| In Martinstödling (Standort) | Katholische Filialkirche St. Martin | spätgotischer Saalbau von 1484, Langhaus im Kern spätromanisch; mit Ausstattung | D-2-77-117-55 Wikidata | BW   |

### Öd
| Lage            | Objekt                                  | Beschreibung | Akten-Nr.              | Bild |
| --------------- | --------------------------------------- | --- | ---------------------- | ---- |
| Öd 1 (Standort) | Rottaler Bauernhaus eines Vierseithofes | zweigeschossiger offener Blockbau, mit zwei verbretterten Giebelschroten, flach geneigtem Satteldach und Bemalung, bezeichnet 1773; zugehörig Traidboden über Stall, Blockbau-Obergeschoss mit Balusterschrot, 2. Viertel 19. Jahrhundert | D-2-77-117-64 Wikidata | BW   |

### Peisting
| Lage                   | Objekt                         | Beschreibung | Akten-Nr.              | Bild |
| ---------------------- | ------------------------------ | --- | ---------------------- | ---- |
| Peisting 12 (Standort) | Bauernhaus eines Dreiseithofes | zweigeschossiges Eckfletzhaus mit Giebelschrot und Flachsatteldach, auf drei Seiten verkleideter Blockbau, zum Hof offen, 1. Drittel 19. Jahrhundert | D-2-77-117-67 Wikidata | BW   |

### Reschdobl
| Lage                   | Objekt                             | Beschreibung                                                                                          | Akten-Nr.              | Bild |
| ---------------------- | ---------------------------------- | --- | ---------------------- | ---- |
| Reschdobl 1 (Standort) | Wohnhaus eines großen Vierseithofs | dreigeschossiger Massivbau mit flachem Walmdach, Mittelrisalit und reicher Putzgliederung, gegen 1900 | D-2-77-117-68 Wikidata | BW   |

### Reuth
| Lage               | Objekt                                  | Beschreibung | Akten-Nr.              | Bild |
| ------------------ | --------------------------------------- | --- | ---------------------- | ---- |
| Reuth 2 (Standort) | Rottaler Bauernhaus eines Vierseithofes | Blockbau mit flach geneigtem Satteldach und zwei Schroten, bezeichnet 1733                                                                                              | D-2-77-117-69 Wikidata | BW   |
| Reuth 4 (Standort) | Rottaler Bauernhaus eines Vierseithofes | in zum Teil ausgebautem bzw. verschindeltem Blockbau, mit flach geneigtem, weit vorgezogenem Satteldach und zwei Balusterschroten an der Hofseite, Ende 18. Jahrhundert | D-2-77-117-71 Wikidata | BW   |

### Riegelsberg
| Lage                     | Objekt                 | Beschreibung                                                                                             | Akten-Nr.              | Bild |
| ------------------------ | ---------------------- | --- | ---------------------- | ---- |
| Riegelsberg 3 (Standort) | Ehemaliger Einfirsthof | Wohnteil mit offenem Blockbau-Obergeschoss und Giebelschrot, erneuert, Ende 18. Jahrhundert, Dach später | D-2-77-117-73 Wikidata | BW   |

### Schacha
| Lage                    | Objekt                | Beschreibung | Akten-Nr.              | Bild |
| ----------------------- | --------------------- | --- | ---------------------- | ---- |
| Nähe Schacha (Standort) | Kapelle               | Holzbau mit Dachreiter und Falzschindeldeckung, bezeichnet 1796; mit Ausstattung; bei Haus Nummer 6                     | D-2-77-117-80 Wikidata | BW   |
| Schacha 6 (Standort)    | Ehemaliges Jagdhaus   | zweigeschossiges Wohnstallhaus in offenem Blockbau mit flach geneigtem Satteldach, Ende 18. Jahrhundert                 | D-2-77-117-75 Wikidata | BW   |
| Schacha 9 (Standort)    | Einfirsthof           | Mittertennbau in verschaltem Blockbau mit flach geneigtem Satteldach und kleinen Fenstern, im Kern Ende 18. Jahrhundert | D-2-77-117-76 Wikidata | BW   |
| Schacha 12 (Standort)   | Ehemaliges Bauernhaus | zweigeschossig, zum Teil in offenem Blockbau, mit Giebelschrot, im Kern Anfang 19. Jahrhundert, Dach später             | D-2-77-117-78 Wikidata | BW   |

### Schnecking
| Lage                    | Objekt                                  | Beschreibung | Akten-Nr.              | Bild |
| ----------------------- | --------------------------------------- | --- | ---------------------- | ---- |
| Schnecking 3 (Standort) | Bauernhaus                              | stattlicher, zum Teil verschindelter Satteldachbau mit Blockbau-Obergeschoss und Doppelschrot, Ende 18. Jahrhundert                                     | D-2-77-117-81 Wikidata | BW   |
| Schnecking 4 (Standort) | Wohnteil eines ehemaligen Einfirsthofes | offener Blockbau mit Traufschrot, Dach aufgesteilt, im Kern Ende 17. Jahrhundert                                                                        | D-2-77-117-82 Wikidata | BW   |
| Schnecking 6 (Standort) | Ehemalige Mühle                         | stattliches Rottaler Bauernhaus eines Vierseithofes, mit Blockbau-Obergeschoss und flach geneigtem Satteldach, zwei bemalte Balusterschrote, um 1810/30 | D-2-77-117-83 Wikidata | BW   |

### Stelzberg
| Lage                   | Objekt                         | Beschreibung | Akten-Nr.              | Bild |
| ---------------------- | ------------------------------ | --- | ---------------------- | ---- |
| Stelzberg 2 (Standort) | Bauernhaus eines Vierseithofes | traufseitig zum Hof, zweigeschossiger Blockbau, zum Teil ausgemauert und verschindelt, im Kern Ende 18. Jahrhundert, Dach später | D-2-77-117-85 Wikidata | BW   |

### Stockland
| Lage                   | Objekt                        | Beschreibung              | Akten-Nr.              | Bild |
| ---------------------- | ----------------------------- | ------------------------- | ---------------------- | ---- |
| Stockland 3 (Standort) | Zugehörig kleiner Troadkasten | 1. Hälfte 19. Jahrhundert | D-2-77-117-87 Wikidata | BW   |

### Udlberg
| Lage                 | Objekt      | Beschreibung | Akten-Nr.              | Bild |
| -------------------- | ----------- | --- | ---------------------- | ---- |
| Udlberg 1 (Standort) | Vierseithof | stattliches Rottaler Bauernhaus, verschalter Obergeschoss-Blockbau mit zwei Giebelschroten und Flachsatteldach, bezeichnet 1803; Stallbau (Nordflügel), Backsteinbau auf Natursteinsockel; ehemaliger Traidkasten (Südflügel) über gemauertem Stall, zum Teil verbrettert mit Außenstiege; eintenniger Backsteinstadel (Ostflügel) mit Stall, erneuert; alle 1. Drittel 19. Jahrhundert | D-2-77-117-89 Wikidata | BW   |

### Wald
| Lage              | Objekt                         | Beschreibung | Akten-Nr.              | Bild |
| ----------------- | ------------------------------ | --- | ---------------------- | ---- |
| Wald 4 (Standort) | Vierseithof                    | Wohnhaus, zweigeschossiger offener Blockbau mit zwei Giebelschroten, im Giebel bezeichnet 1712, Dach um 1920 aufgesteilt; Stallungen, gleichzeitig bzw. 1974 erneuert; Stall mit Troadkasten im Blockbau-Obergeschoss und Traufschrot an Stangen, 18. Jahrhundert, teilweise erneuert; zugehörige Hofkapelle, ca. 230 m südöstlich auf der Anhöhe. | D-2-77-117-94 Wikidata | BW   |
| Wald 5 (Standort) | Bauernhaus eines Vierseithofes | zweigeschossig, zum Teil in offenem Blockbau, im Kern Ende 18. Jahrhundert, Dach später, 1988 Firstdrehung; zugehörig zweiteiliger, freistehender Troadkasten mit hofseitigem Schrot und flach geneigtem Satteldach, bezeichnet 1766 | D-2-77-117-90 Wikidata | BW   |

### Wolfscheiben
| Lage                      | Objekt              | Beschreibung | Akten-Nr.              | Bild |
| ------------------------- | ------------------- | --- | ---------------------- | ---- |
| Wolfscheiben 1 (Standort) | Kalvarienberganlage | drei Kreuze mit ausgeschnittenen Blechfiguren, Mitte 19. Jahrhundert; 600 Meter südwestlich, beim Einzelhof Wolfsscheiben | D-2-77-117-60 Wikidata | BW   |

## Ehemalige Baudenkmäler
In diesem Abschnitt sind Objekte aufgeführt, die früher einmal in der Denkmalliste eingetragen waren, jetzt aber nicht mehr. Objekte, die in anderem Zusammenhang – also z. B. als Teil eines Baudenkmals – weiter eingetragen sind, sollen hier nicht aufgeführt werden. Aktennummern in diesem Abschnitt sind ehemalige, jetzt nicht mehr gültige Aktennummern.

| Lage                                       | Objekt                                                      | Beschreibung | Akten-Nr.              | Bild |
| ------------------------------------------ | ----------------------------------------------------------- | --- | ---------------------- | ---- |
| Egglham Hofreuther Straße 15 ()            | Ehemaliges Gemeindehaus                                     | zum Teil verschalter, zweigeschossiger Blockbau mit mittelsteilem Dach, Mitte 19. Jahrhundert                                                                  | D-2-77-117-5 Wikidata  |      |
| Amsham Schulstraße 1 (Standort)            | Wohnhaus                                                    | zweigeschossiger Massivbau mit Mezzaningeschoss und flachem Walmdach, gegliederte Fassade, um 1900                                                             | D-2-77-117-13 Wikidata | BW   |
| Frauentödling Frauentödling 6 (Standort)   | Ehemaliger Einfirsthof                                      | Wohnteil mit Blockbau-Obergeschoss, zum Teil verschalt, Giebelschrot, im Kern 1. Drittel 19. Jahrhundert, Dach später                                          | D-2-77-117-17 Wikidata | BW   |
| Haag Haag 6 (Standort)                     | Stall mit Blockbau-Obergeschoss                             | einfachem Schrot und Satteldach, im Kern 18. Jahrhundert | D-2-77-117-26 Wikidata | BW   |
| Haag Haag 11 (Standort)                    | Zugehörig Stadel mit Steilsatteldach                        | Ständerriegel- und Blockwänden, Ende 18. Jahrhundert | D-2-77-117-29 Wikidata | BW   |
| Lohe Lohe 7 (Standort)                     | Ehemaliges Wohnstallhaus                                    | stattlicher Bau mit offenem Blockbau-Obergeschoss und Walmdach, Anfang 19. Jahrhundert                                                                         | D-2-77-117-54 Wikidata | BW   |
| Martinstödling Martinstödling 5 (Standort) | Ehemaliges Nebengebäude der Gasthof-Anlage                  | zum Teil verschaltes Blockbau-Obergeschoss über gemauertem Erdgeschoss, im Kern Ende 18. Jahrhundert                                                           | D-2-77-117-57 Wikidata | BW   |
| Reuth Reuth 3 (Standort)                   | Hauskapelle                                                 | gegen 1900; in einem Stadel außerhalb des Hofes eingebaut | D-2-77-117-70 Wikidata | BW   |
| Steiner Steiner 1 (Standort)               | Stattliches zweigeschossiges Bauernhaus eines Vierseithofes | mit Blockbau-Obergeschoss, Flachsatteldach und Giebelschrot, im Kern 2. Hälfte 18. Jahrhundert; Südflügel mit Traidkasten und Durchfahrt, Ende 18. Jahrhundert | D-2-77-117-84 Wikidata | BW   |

## Abgegangene Baudenkmäler
In diesem Abschnitt sind Objekte aufgeführt, die früher einmal in der Denkmalliste eingetragen waren, jetzt aber nicht mehr existieren, z. B. weil sie abgebrochen wurden. Aktennummern in diesem Abschnitt sind ehemalige, jetzt nicht mehr gültige Aktennummern.

| Lage                                     | Objekt                       | Beschreibung                                                                                | Akten-Nr.              | Bild |
| ---------------------------------------- | ---------------------------- | ------------------------------------------------------------------------------------------- | ---------------------- | ---- |
| Frauentödling Frauentödling 9 (Standort) | Wohnhaus eines Dreiseithofes | zweigeschossiger Ziegelbau mit Putzgliederung, flachem Satteldach und Giebelschrot, um 1845 | D-2-77-117-19 Wikidata | BW   |